# Kečovo
Kečovo (allemand : Götsche) est un village et une municipalité de Slovaquie, situé dans la région de Košice.

## Histoire
La première mention écrite du village date de 1272.
La localité fut annexée par la Hongrie après le premier arbitrage de Vienne le 2 novembre 1938. En 1938, on comptait 548 habitants. Elle faisait partie du district de Tornaľa (hongrois : Tornaljai járás). Le nom de la localité avant la Seconde Guerre mondiale était Kečovo/Kecső. Durant la période 1938 - 1945, le nom hongrois Kecső était d'usage. À la libération, la commune a été réintégrée dans la Tchécoslovaquie reconstituée.

## Démographie

### Évolution de la population
| Année:               | 1994. | 2004.    | 2014.   | 2024.    |
| -------------------- | ----- | -------- | ------- | -------- |
| Nombre de personnes: | 467   | 397      | 371     | 306      |
| Différence:          |       | -14,98 % | -6,54 % | -17,52 % |

| Année:               | 2023. | 2024. |
| -------------------- | ----- | ----- |
| Nombre de personnes: | 306   | 306   |
| Différence:          |       | +0 %  |